# Novus ordo seclorum

Revers du grand sceau des États-Unis.

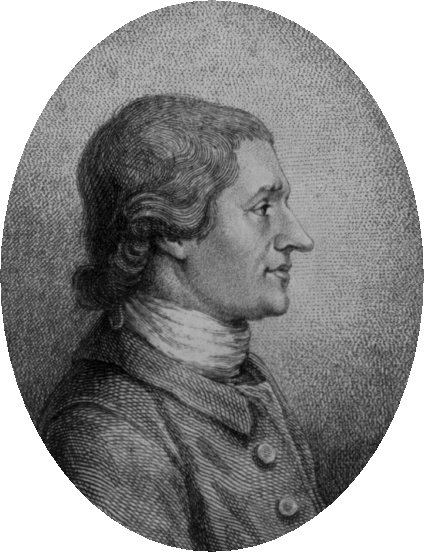
Le latiniste et secrétaire du Congrès, Charles Thomson.

Novus ordo seclorum (« Nouvel ordre des siècles » en latin) est une devise qui apparaît sur le revers du grand sceau des États-Unis dessiné en 1782, lui-même repris sur les billets de 1 dollar depuis 1935.

## Description
La phrase est inspirée de la quatrième églogue des Bucoliques de l'auteur latin Virgile :
Ultima Cumaei venit iam carminis aetas;

Magnus ab integro saeclorum nascitur ordo.

Iam redit et Virgo, redeunt Saturnia regna,

Iam nova progenies caelo demittitur alto.
Au Moyen Âge, le poème de Virgile était interprété comme une prophétie de la venue du Christ. La devise Novus ordo seclorum a été proposée par Charles Thomson, latiniste impliqué dans la conception du Grand sceau des États-Unis pour signifier l'avènement d'une nouvelle ère américaine à la date de l'indépendance des États-Unis, elle-même indiquée sur l'avers du sceau : « MDCCLXXVI ».
Le mot « seclorum » ne signifie pas « séculier » mais est la forme génitive plurielle du mot « saeculum » qui veut dire ici siècle, âge ou ère. 
La devise est parfois traduite de façon erronée « Nouvel ordre mondial », souvent dans le cadre de théories conspirationnistes.
Il faut noter que “novus ordo seclorum” (littéralement “le nouvel ordre des siècles”) est en réalité le sujet de la phrase qui se poursuit dans le grand sceau des États-Unis par “annuit coeptis”, littéralement “a approuvé les choses ayant été commencées”. Annuit est le parfait d’annuo (ou adnuo), donner son approbation, consentir ; et coeptis est le datif neutre pluriel de coepio, commencer, complément du verbe annuit. En rendant le parfait par un présent comme c’est souvent possible dans le rendu en français, la devise signifie : le nouvel ordre des siècles approuve l’entreprise.